# Gare d'Esztergom
La gare d'Esztergom (en hongrois : Esztergom vasútállomás) est une halte ferroviaire hongroise, située à Esztergom.